# NA-2012
La NA-2012 es una carretera de un carril que une la Selva de Irati en el término municipal de Ochagavía con el núcleo de este.

## Recorrido
| Denominación | Kilómetro | Salida                        | Carretera                     | Dirección                                        |
| ------------ | --------- | ----------------------------- | ----------------------------- | ------------------------------------------------ |
| NA-2012      | 0         |                               | NA-140                        | Isaba/Izaba Auritz/Burguete Navascués/Nabasgotze |
| NA-2012      | 0         |                               |                               | Ochagavía/Otsagabia                              |
| NA-2012      | 14        | Travesía del Alto de Laza     | Travesía del Alto de Laza     | Travesía del Alto de Laza                        |
| NA-2012      | 23        | Travesía de la Selva de Irati | Travesía de la Selva de Irati | Travesía de la Selva de Irati                    |

- Datos: Q12264043